# Bourg-de-Bigorre
Bourg-de-Bigorre – miejscowość i gmina we Francji, w regionie Oksytania, w departamencie Pireneje Wysokie.
Według danych na rok 1990 gminę zamieszkiwało 177 osób, a gęstość zaludnienia wynosiła 22 osób/km² (wśród 3020 gmin regionu Midi-Pireneje Bourg-de-Bigorre plasuje się na 886. miejscu pod względem liczby ludności, natomiast pod względem powierzchni na miejscu 1243.).